# Rychtářský rybník
Rychtářský rybník este o arie protejată (arie specială de conservare — SAC, sit de importanță comunitară — SCI) din Republica Cehă întinsă pe o suprafață de 5,98 ha, integral pe uscat.

## Localizare
Centrul sitului Rychtářský rybník este situat la coordonatele 49°26′41″N 15°49′11″E / 49.444722°N 15.819722°E.

## Înființare
Situl Rychtářský rybník a fost declarat sit de importanță comunitară în aprilie 2005 pentru a proteja 1 specie de plante. Situl a fost protejat și ca arie specială de conservare în august 2013.

## Biodiversitate
Situată în ecoregiunea continentală, aria protejată conține 1 habitat natural: Ape stătătoare oligotrofe până la mezotrofe, cu vegetație de Littorelletea uniflorae și/sau de Isoëto-Nanojuncetea.
La baza desemnării sitului se află o specie protejată de  plante: Coleanthus subtilis.